# Sansewieria
Sansewieria, wężownica (Sansevieria Thunb.) – rodzaj roślin wyróżniany w niektórych, zwłaszcza dawniejszych systemach klasyfikacyjnych. Współcześnie włączany do rodzaju dracena (Dracaena). W tradycyjnym ujęciu obejmował około 70 gatunków, obejmujący sucholubne rośliny zielne i krzewiaste sukulenty. Ojczyzną większości gatunków jest Afryka równikowa i południowa, a także Azja tropikalna i Półwysep Arabski. Nazwa łacińska została nadana na cześć Raimondo di Sangro (1710-1771), księcia San Severo we Włoszech.

## Morfologia
PokrójRośliny z rodzaju Sansevieria posiadają grube, proste, płaskie lub cylindryczne, mieczowate i wiecznie zielone liście, ozdobione jasnozielonymi poprzecznymi paskami. Liście niektórych odmian gatunku sansewieria gwinejska S. trifasciata posiadają dodatkowo zabarwione na żółto brzegi. Niektóre gatunki tworzą niskie rozety. Rośliny dorastają do wysokości od 20 cm do 3 m. Liście wyrastają z grubych kłączy i rozłogów.
Kwiatyobupłciowe, zielonkawo-białe, zebrane w proste lub rozgałęzione grono o wysokości 40–90 cm.
OwoceCzerwona lub pomarańczowa jagoda, która zawiera od jednego do trzech nasion.

## Systematyka
Rodzaj wyróżniony został na podstawie kryteriów morfologicznych, przy czym sukulentowaty charakter tych roślin nie jest cechą jednoznacznie wyróżniająca względem rodzaju dracena, gdzie liście gruboszowane ma Dracaena ombet. Także budowa kwiatów, kwiatostanów i owoców nie różni się znacząco od tych u dracen. Budowa pędu (kłącza) uznawana za charakterystyczną dla tego rodzaju jest taka sama jak u Dracaena braunii. W efekcie wciąż jeszcze analizując tylko morfologiczne cechy rodzajów, już w końcu XX wieku postulowano włączenie rodzaju Sansevieria do Dracaena.
W XXI wieku badania molekularne z jednej strony potwierdziły monofiletyzm gatunków łączonych w ramach tego rodzaju, ale z drugiej zagnieżdżenie ich w obrębie rodzaju Dracaena. Ponieważ utrzymywanie tego rodzaju czyni z Dracaena takson parafiletyczny – także z powodów filogenetycznych rodzaj nie powinien być wyróżniany.
Synonimy
Acyntha (Medik.)
Sanseverinia (Petagna)
Salmia (Cav.)
Gatunki
- Sansevieria aethiopica Thunb.
- Sansevieria arborescens Cornu ex Gérôme & Labroy
- Sansevieria aubrytiana Carrière
- Sansevieria bagamoyensis N.E.Br.
- Sansevieria ballyi L.E.Newton
- Sansevieria bella L.E.Newton
- Sansevieria braunii Engl. & Krause
- Sansevieria burdettii Chahin.
- Sansevieria burmanica N.E.Br.
- Sansevieria canaliculata Carrière
- Sansevieria caulescens N.E.Br.
- Sansevieria conspicua N.E.Br.
- Sansevieria cylindrica Bojer ex Hook.
- Sansevieria dawei Stapf
- Sansevieria deserti N.E.Br.
- Sansevieria downsii Chahin.
- Sansevieria ebracteata (Cav.) Suresh in D.H.Nicolson
- Sansevieria ehrenbergii Schweinf. ex Baker, J. Linn. Soc.
- Sansevieria eilensis Chahin.
- Sansevieria erythraeae Mattei
- Sansevieria fasciata Cornu ex Gérôme & Labroy
- Sansevieria fischeri (Baker) Marais
- Sansevieria forskaliana (Schult. & Schult.f.) Hepper & J.R.I.Wood
- Sansevieria francisii Chahin.
- Sansevieria frequens Chahin.
- Sansevieria gracilis N.E.Br.
- Sansevieria gracillima Chahin.
- Sansevieria grandicuspis Haw.
- Sansevieria grandis Hook.f.
- Sansevieria hallii Chahin.
- Sansevieria hargeisana Chahin.
- Sansevieria humiflora D.J.Richards
- Sansevieria hyacinthoides (L.) Druce
- Sansevieria kirkii Baker
- Sansevieria liberica Gérôme & Labroy
- Sansevieria longiflora Sims
- Sansevieria longistyla la Croix
- Sansevieria masoniana Chahin.
- Sansevieria metallica Gérôme & Labroy
- Sansevieria nilotica Baker
- Sansevieria nitida Chahin.
- Sansevieria parva N.E.Br.
- Sansevieria patens N.E.Br.
- Sansevieria pearsonii N.E.Br.
- Sansevieria pedicellata la Croix
- Sansevieria perrotii Warb.
- Sansevieria pfennigii Mbugua, in Fl. Trop. E. Afr.
- Sansevieria phillipsiae N.E.Br.
- Sansevieria pinguicula P.R.O.Bally
- Sansevieria powellii N.E.Br.
- Sansevieria raffillii N.E.Br.
- Sansevieria roxburghiana Schult. & Schult.f. in J.J.Roemer & J.A.Schultes
- Sansevieria sambiranensis H.Perrier
- Sansevieria scimitariformis D.J.Richards
- Sansevieria senegambica Baker
- Sansevieria sinus-simiorum Chahin.
- Sansevieria sordida N.E.Br.
- Sansevieria stuckyi God.-Leb.
- Sansevieria subspicata Baker
- Sansevieria subtilis N.E.Br.
- Sansevieria suffruticosa N.E.Br.
- Sansevieria sulcata Bojer ex Baker in D.Oliver & auct. suc. (eds.)
- Sansevieria trifasciata Prain – Sansewieria gwinejska
- Sansevieria varians N.E.Br.
- Sansevieria volkensii Gürke in H.G.A.Engler
- Sansevieria zeylanica (L.) Willd.

## Uprawa
Wymagania i pielęgnacjaSansewierie należą do najbardziej wytrzymałych roślin doniczkowych. Znoszą zarówno palące słońce i upał, jak i zacienienie oraz temperaturę nawet poniżej 12 °C. Pozostawione bez podlewania wytrzymują co najmniej miesiąc. Rośliny te wymagają podłoża żyznego, stosunkowo ciężkiego, na przykład mieszanki kompostu, ziemi inspektowej, gliny i piasku.
RozmnażanieSansewierie rozmnaża się za pomocą sadzonek liściowych. Różnobarwne odmiany uprawne powinno się rozmnażać przez odrosty, ponieważ z sadzonek liściowych otrzyma się rośliny zabarwione na zielono.